# 처치스 치킨

처치스 치킨의 로고

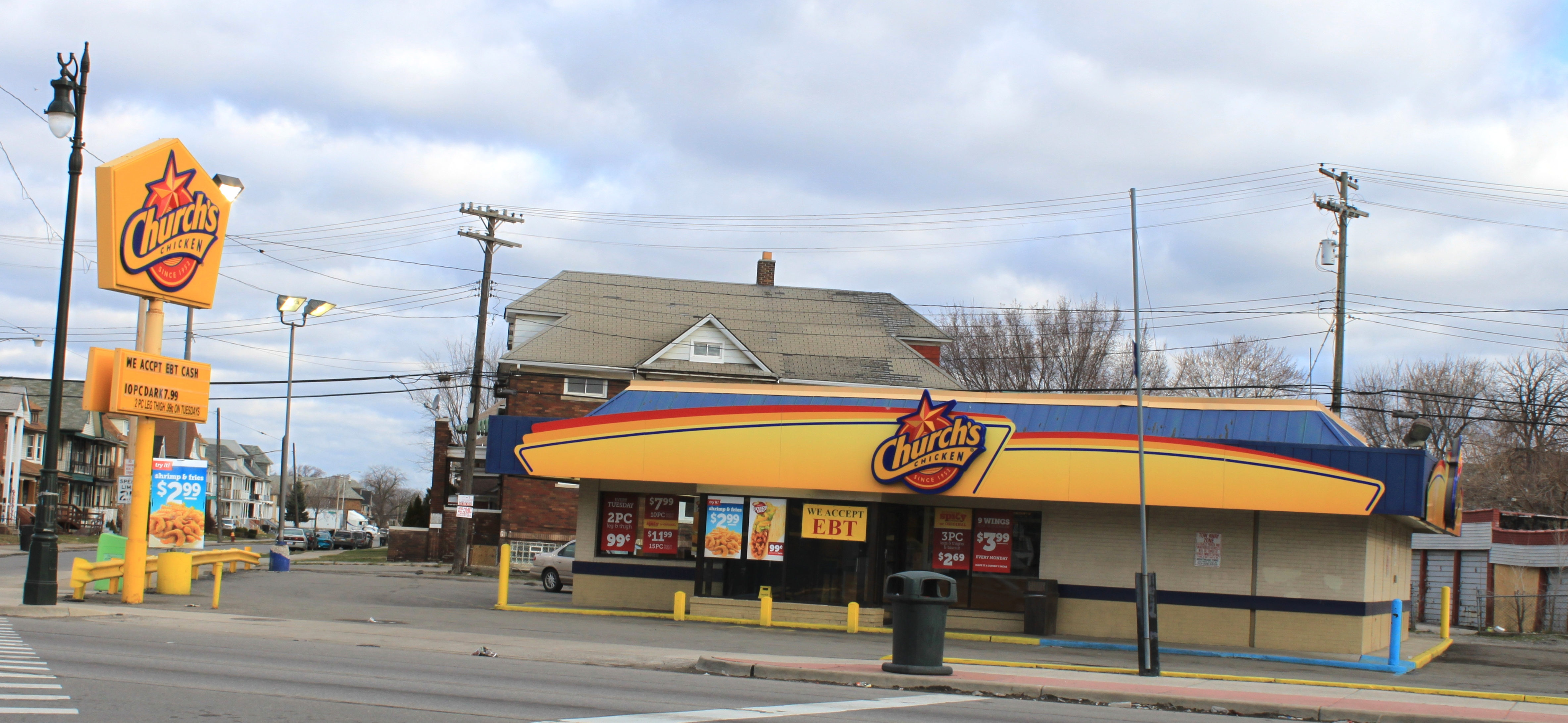
디트로이트에 있는 처치스 치킨

처치스 치킨(Church's Chicken)은 미국 조지아주 애틀랜타에 본사를 둔 치킨 체인점이다. 이 체인점은 1952년 텍사스주 샌안토니오에서 처음 시작했으며, 현재 전 세계 26개국에 1,660여개의 체인점을 운영하고 있다.
한편, 미국 외에 나라에서는 텍사스 치킨(Texas Chicken)이라는 이름을 많이 사용한다.
대한민국에서는 2012년, 크라제버거로 알려진 크라제 인터내셔날에서 가맹 사업권을 들여와 텍사스 치킨이라는 이름으로 경기도 구리시 본사에서 운영했던 적이 있다.